# How Sweet
"How Sweet" là một bài hát của nhóm nhạc nữ Hàn Quốc NewJeans, được phát hành bởi ADOR dưới dạng CD đĩa đơn vào ngày 24 tháng 5 năm 2024, cùng với B-side "Bubble Gum". NewJeans bắt đầu quảng bá đĩa đơn vào tháng 4 năm 2024, thông qua việc phát hành video âm nhạc của bài hát "Bubble Gum" trên YouTube, giới thiệu phiên bản tiếng Nhật của ca khúc trong các quảng cáo và chương trình truyền hình ở Nhật Bản, đồng thời xuất hiện trên các chương trình ca nhạc và tạp kỹ ở Hàn Quốc.

## Nhạc và lời
"Bubble Gum" là một ca khúc nhạc pop có lời bài hát bằng cả tiếng Anh và tiếng Hàn. Ngoài ra, NewJeans đã mô tả "How Sweet" là một bài hát thuộc thể loại Miami bass. NME viết rằng ca khúc "cho thấy NewJeans chơi đùa với Miami bass". Họ tiếp tục tái hiện lại âm thanh Y2K, biến chúng thành "những câu thần chú mê hoặc" của riêng mình. Tạp chí Nylon cho rằng phần sản xuất "mang âm hưởng electroclash sôi động". Tạp chí Billboard mô tả nó là electropop.

## Thu nhận
Jeff Benjamin của Billboard đã đưa "How Sweet" vào danh sách "20 bài hát K-pop hay nhất năm 2024 cho đến nay". Ông ca ngợi ca khúc này là một bài thánh ca chia tay tươi mới với cảm giác mát mẻ, mùa hè, làm nổi bật phần hòa âm của nhóm và cách bài hát trở nên dễ lan tỏa hơn sau mỗi lần nghe. "How Sweet" đứng ở vị trí thứ 35 trong danh sách những bài hát hay nhất năm 2024 của The Fader.

## Danh sách bài hát
Tất cả các bài hát đều được biên khúc bởi 250.
| Danh sách bài hát "How Sweet" | Danh sách bài hát "How Sweet" | Danh sách bài hát "How Sweet"                                                          | Danh sách bài hát "How Sweet"                 | Danh sách bài hát "How Sweet" |
| STT                           | Nhan đề                       | Phổ lời                                                                                | Phổ nhạc                                      | Thời lượng                    |
| ----------------------------- | ----------------------------- | -------------------------------------------------------------------------------------- | --------------------------------------------- | ----------------------------- |
| 1.                            | "How Sweet"                   | Gigi Sarah Aarons Elvira Anderfjärd Oscar Scheller Stella Bennett Tove Burman Danielle | 250 Aarons Anderfjärd Scheller Bennett Burman | 3:39                          |
| 2.                            | "Bubble Gum"                  | Gigi Oscar Bell Sophie Simmons                                                         | 250 Bell Simmons                              | 3:20                          |
| 3.                            | "How Sweet" (nhạc cụ)         |                                                                                        | 250 Aarons Anderfjärd Scheller Bennett Burman | 3:39                          |
| 4.                            | "Bubble Gum" (nhạc cụ)        |                                                                                        | 250 Bell Simmons                              | 3:20                          |
| Tổng thời lượng:              | Tổng thời lượng:              | Tổng thời lượng:                                                                       | Tổng thời lượng:                              | 13:58                         |

## Chứng nhận
| Quốc gia                                      | Chứng nhận | Số đơn vị/doanh số chứng nhận |
| --------------------------------------------- | ---------- | ----------------------------- |
| Nhật Bản (RIAJ)                               | Vàng       | 50.000.000                    |
| Chứng nhận dựa theo doanh số phát trực tuyến. |            |                               |

## Lịch sử phát hành
| Khu vực  | Ngày                | Định dạng                       | Nhãn đĩa    | Ref.   |
| -------- | ------------------- | ------------------------------- | ----------- | ------ |
| Toàn cầu | 24 tháng 5 năm 2024 | tải kỹ thuật số phát trực tuyến | ADOR        | [ 9 ]  |
| Hàn Quốc | 24 tháng 5 năm 2024 | CD                              | ADOR        | [ 9 ]  |
| Hoa Kỳ   | 24 tháng 5 năm 2024 | CD                              | ADOR Geffen | [ 10 ] |